# Joseph Stein
Joseph Stein, född 30 maj 1912 i New York, död 24 oktober 2010 i New York, var en amerikansk författare främst verksam som dramatiker och manusförfattare. Hans mest kända verk är texten till musikalen Spelman på taket.

## Karriär
Ett slumpartat möte med Zero Mostel började skriva åt radio-personligheter, däribland Henry Morgan, Hildegarde, Tallulah Bankhead, Phil Silvers, and Jackie Gleason. Senare började han arbeta åt televisionen för Sid Caesar när han anslöt sig till det team som skrev Your Show of Shows.